# Viiratsi
Viiratsi (anciennement: Wieratz) est un petit bourg d'Estonie, chef-lieu administratif de la Commune rurale de Viljandi à l'est de la région de Viljandi. Sa population s'élevait à 1 273 habitants au 31 décembre 2009.

## Personnalités

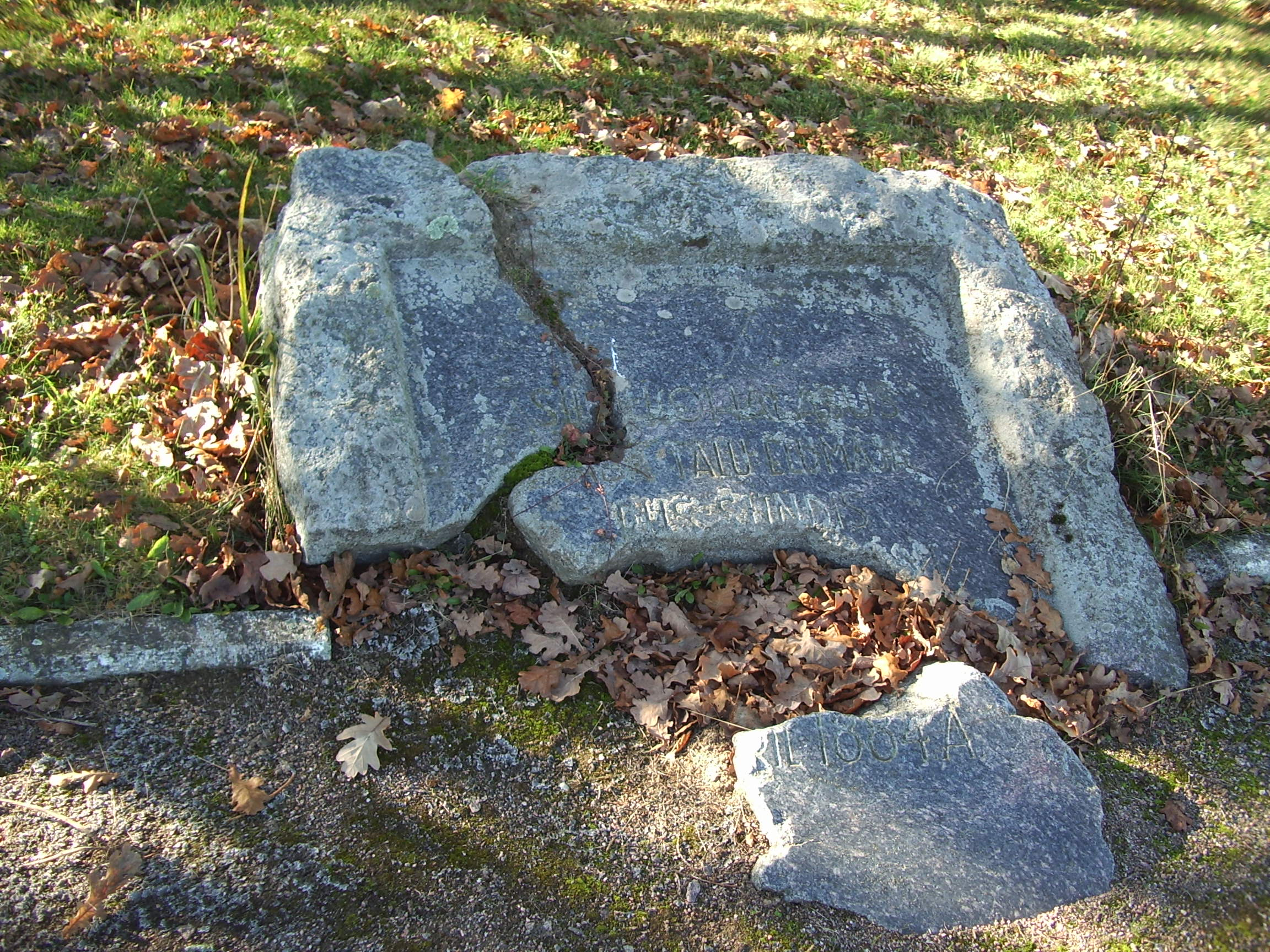
Stèle de pierre en l'honneur de Johann Laidoner, détruite en 1940

- Johann Laidoner (1884-1953), général et homme politique estonien